# Christine Keeler
Christine Keeler (ur. 22 lutego 1942 w Uxbridge, hrabstwo Middlesex, zm. 4 grudnia 2017 w Londynie) – angielska modelka i showgirl. Jej kilkutygodniowy związek z ministrem brytyjskiego rządu zdyskredytował w 1963 Partię Konserwatywną oraz premiera Harolda Macmillana i przeszedł do historii jako tzw. afera Profumo.
W 1961 John Profumo, brytyjski sekretarz stanu ds. wojny, wdał się w kilkutygodniowy romans z Keeler. Kiedy okazało się, że innym jej kochankiem w tamtym czasie był attaché wojskowy ZSRR Jewgienij Iwanow, zdemaskowany później jako szpieg, rozpętała się Afera Profumo. Skandal podkopał pozycję konserwatywnego rządu, którego przewaga nad opozycją stopniała do 69 głosów. W październiku 1963 Macmillan, powołując się na zły stan zdrowia, podał się do dymisji.
W 1989 ukazał się film Scandal nawiązujący do afery Profumo; postać Christine Keeler zagrała aktorka Joanne Whalley.